# وارد تشيبمان
وارد تشيبمان هو محامي وقاضي وسياسي أمريكي، ولد في 30 يوليو 1754 في ماربلهيد في الولايات المتحدة، وتوفي في 9 فبراير 1824 في فريدريكتون في كندا.